# Кивеле, Жозеф
Жозеф Кивеле (фр. Joseph Kiwele; 1912, Мпала — 1961, Элизабетвиль) — конголезский и катангский политик, музыкант и композитор, соратник Моиза Чомбе. В 1960—1961 годах — министр образования Государства Катанга. Играл видную роль в идеологическом обеспечении катангского сепаратизма. Считается одним из основоположников африканской христианской музыки.

## Музыкант и композитор
Родился в селении близ Мобы на берегу озера Танганьика. Принадлежал к народности табва. Начальное образование получил в родной деревне. Затем учился в элизабетвильской миссии Святого Иоанна. Занимался философией и богословием. Окончил католическую семинарию епархии Калемие-Кирунгу. В 1940 году посетил Бельгию и прослушал курсы органной музыки в Льежском университете.
В 1941—1942 годах преподавал в железнодорожном профессионально-техническом училище Альбервиля. Затем завершил высшее образование в элизабетвильском Институте святого Бонифация.
Несколько лет играл на органе в католическом соборе Элизабетвиля, вёл церковные хоры. Исполнял произведения Бетховена, Генделя, Моцарта. Собирал фольклорную музыку катангских племён. Ввёл использование барабанов в христианское богослужение, на что получил специальное разрешение епископа.
Жозеф Кивеле сам сочинял музыку, считался одним из ведущих композиторов Африки. Самыми известными его произведениями являлись кантата Missa Katanga, исполнявшаяся на католических мессах и Hymne la Belgium к визиту в Конго бельгийского короля Бодуэна. Состоял в Африканском музыкальном обществе.

## Министр Катанги
Жозеф Кивеле придерживался правых антикоммунистических взглядов, был сторонником максимальной автономии Катанги и тесных связей с европейскими странами, прежде всего с Бельгией. В конце 1950-х он вступил в партию CONAKAT, активно поддерживал Моиза Чомбе. Был депутатом провинциального собрания. Состоял в нескольких гражданских организациях.
11 июля 1960 года была провозглашена независимость Государства Катанга. Жозеф Кивеле занял пост министра образования в правительстве Моиза Чомбе. Играл видную роль в разработке идеологии катангского сепаратизма. Стал автором государственного гимна Катанги — La Katangaise.
Наряду с Годфруа Мунонго, Жан-Батистом Кибве и Альфонсом Киелой, Жозеф Кивеле состоял в «малом кабинете» — группе ведущих министров, наделённых правом принимать решения в отсутствие президента Чомбе. Таким образом, политическое значение музыканта и композитора Кивеле приравнивалось к курированию силовых структур и финансов.

## Кончина и память
Жозеф Кивеле скончался от заболевания сосудов 15 ноября 1961 года.
В некрологе Африканского музыкального общества Кивеле охарактеризован как «один из основоположников африканской христианской музыки».
Жозеф Кивеле был женат, имел десять детей.